# Jean-Paul Janssen

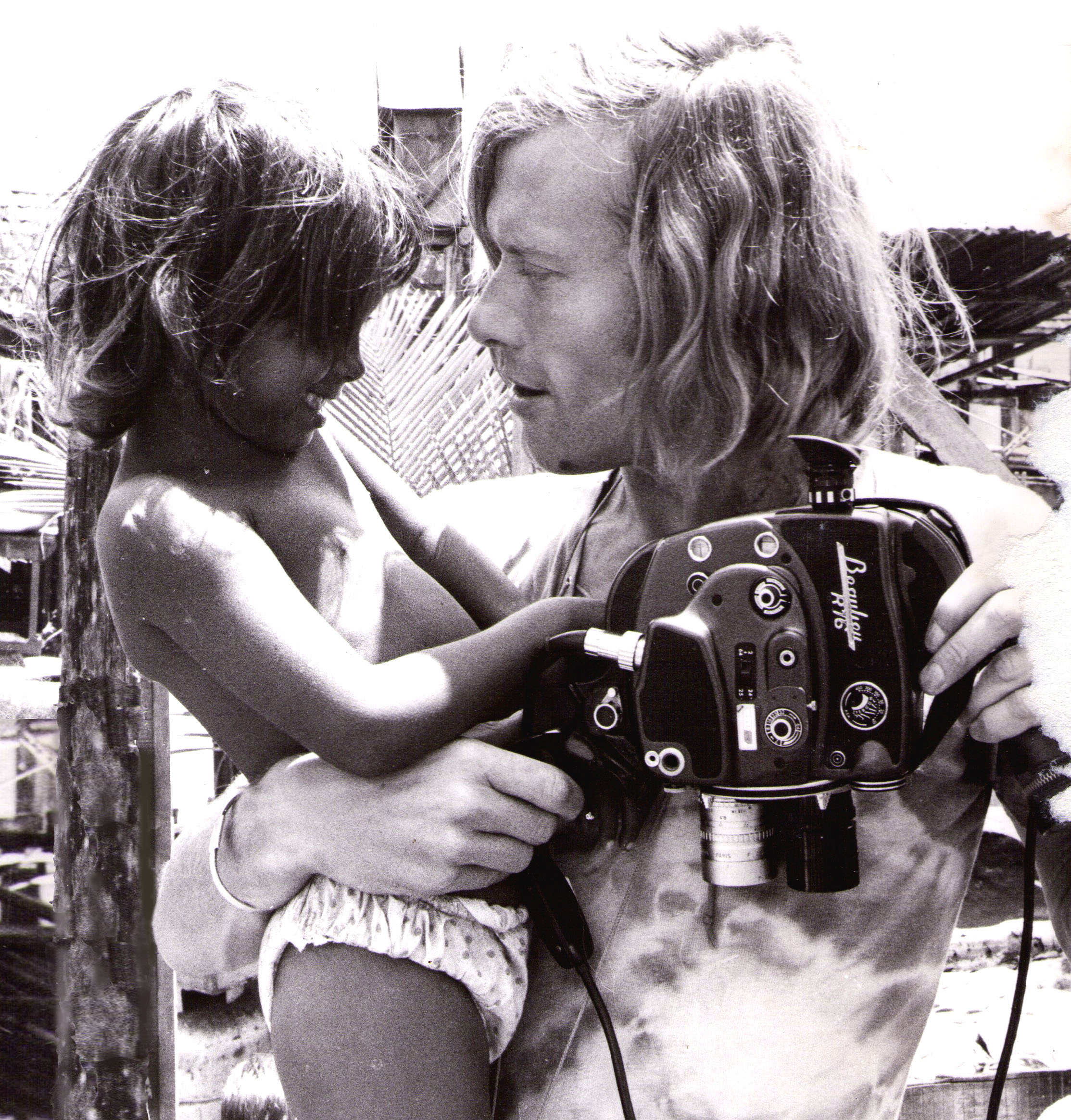
Jean Paul Janssen - Brasilien 1970

Jean-Paul Janssen (* 10. Juli 1940 in Saint-Rémy-sur-Avre, Département Eure-et-Loir; † 21. Februar 1986 in Paris) war ein französischer Kameramann und Dokumentarfilmer. Man nannte ihn in Frankreich den „Rembrandt der Kamera“. Sein Film La vie au bout des doigts (Das Leben an den Fingerspitzen) wurde 1984 für den César nominiert.

## Karriere

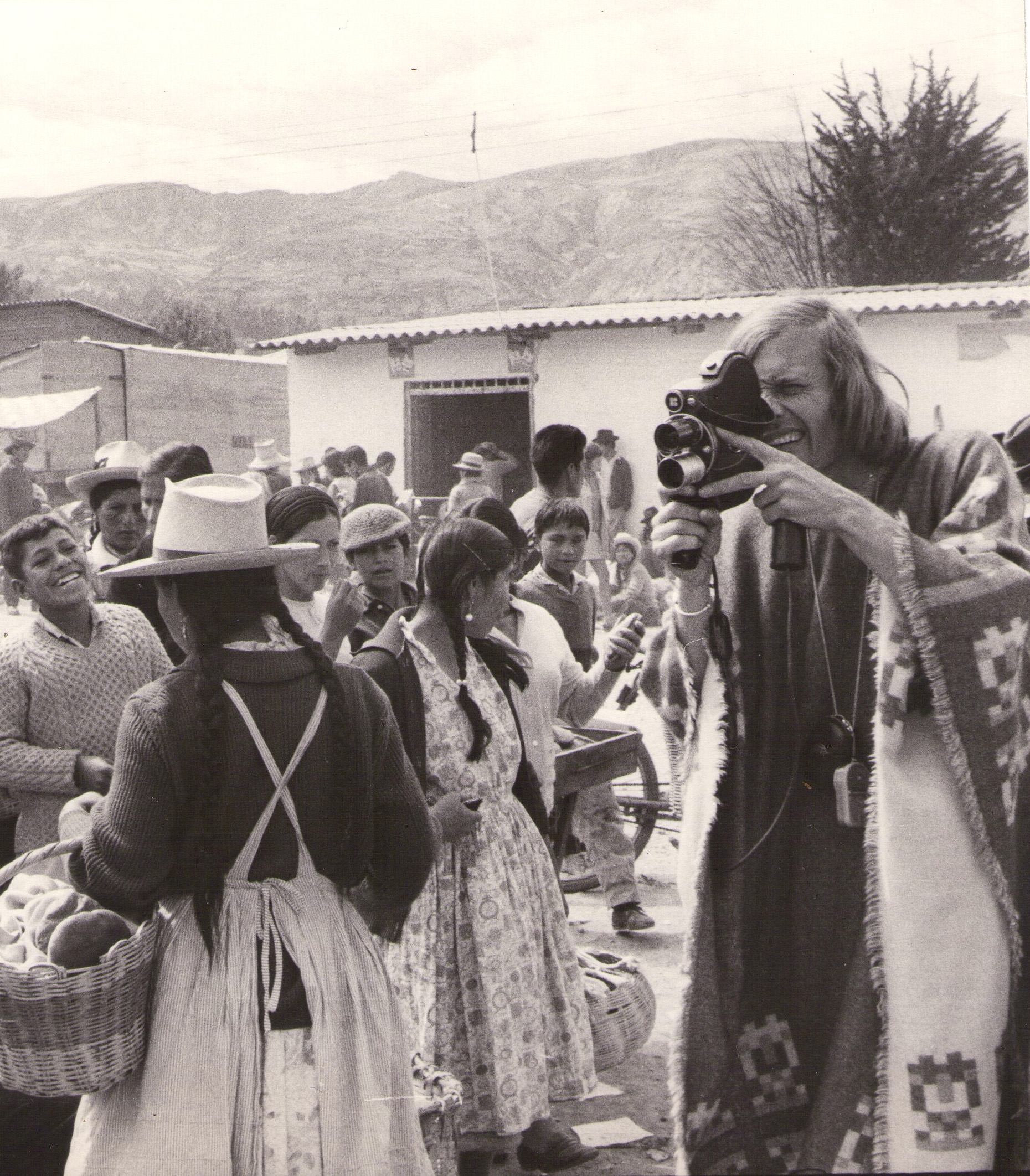
Jean-Paul Janssen in Peru 1970

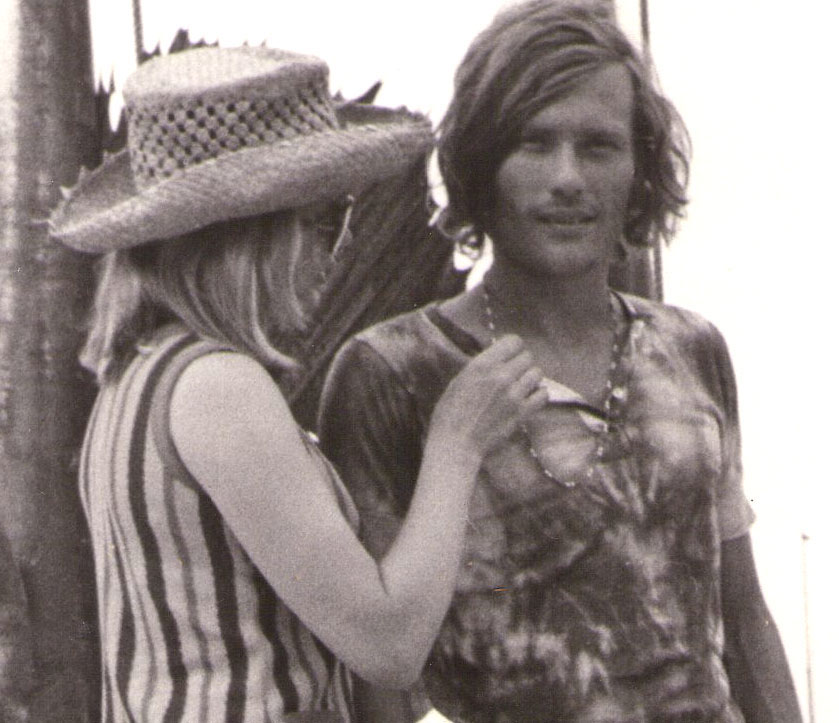
Jean Paul Janssen und Ehefrau Edda Sörensen

In den 1960er Jahren war Janssen Kameramann beim französischen Fernsehen, spezialisiert auf Auslandsreportagen in Sendungen wie 5 colonnes à la une (Fünf Spalten auf der Titelseite). Während des Vietnamkrieges filmt er für den damals bedeutendsten Reporter in Frankreich François Chalais. Mit ihm gelang ihm ein besonderer Scoop: sie konnten in Hanoi einen gefangenen amerikanischen Piloten aufnehmen, den zukünftigen republikanischen Präsidentschaftskandidaten John McCain.
Janssen drehte mit Treize jours en France (Dreizehn Tage in Frankreich) den Film über die X. Olympischen Winterspiele 1968 unter der Regie von Claude Lelouch in Grenoble, insbesondere die Szene des Sturzes eines Rennfahrers. Janssen verfolgte in Großaufnahmen den Sturzhelm auf seinen ballgleichen Sprüngen Richtung Tal.
Seine größte Enttäuschung erlebte er, als der Film L’amour de la vie – Artur Rubinstein mit dem Oskar für den besten Dokumentarfilm gekrönt wurde und man François Reichenbach wegen seiner "Schulterkamera" huldigte, obwohl es Janssen war, der diese Aufnahmen praktisch ganz alleine gedreht hatte, und obendrein fehlte ein "s" bei seinem Namen im Abspann.
Während der Dreharbeiten von Downhill Racer (Schussfahrt) (BAFTA Film Award)  mit Robert Redford lernte er die norwegische Journalistin und Malerin Edda Sörensen kennen. Die beiden heirateten im Juni 1969 in Paris und produzierten gemeinsam Janssens ersten Dokumentarfilm Narragansett über die Transpazifik-Regatta  von Los Angeles nach Tahiti auf einer 27 Meter langen Holzyacht, die  Alain Colas steuerte, dem Serge Gainsbourg später sein Lied Manureva widmete. Während der Überfahrt geriet das Schiff in einen der berüchtigten Südseestürme und wäre beinahe gesunken.
Nach der Ausstrahlung des Films schrieb ein Kritiker in Le Monde: „Ein Poeme des Meeres.“ Harry Valérien präsentierte den Film 1971 in der Sendung Das aktuelle Sportstudio.
1971 drehte er seinen zweiten Dokumentarfilm Pen Duick III (52 Minuten) über die erste Cap to Rio Regatta von Capetown nach Rio de Janeiro an Bord der Yacht Pen Duick von Éric Tabarly.
Janssen konzentrierte seine Arbeit dann auf das Extremklettern. Er unterschrieb erst eine dokumentarische Trilogie über den Kletterer Patrick Berhault : Overdon (1980), OverIce (1981) und Oversand (1981) und realisierte dann 1982 den ersten Film über den Kletterer Patrick Edlinger„Opera verticale“, in dessen Schlussszene er Edlinger in Großaufnahme verfolgt, wie der barfuß eine Steilwand über einem mehrere hundert Meter tiefen Abgrund erklettert. Janssen untermalt beim Schnitt die lange Szene mit der Arie „Wie furchtsam wankten meine Schritte“ aus Bachs Kantate Allein zu dir, Herr Jesu Christ (BWV 33). Vor allem entwickelte sich sein zweiter Film über Edlinger La vie au bout des doigts zum wahren Mythos in der Welt der Kletterer: Er verhalf nicht nur dem Extremklettern zu weltweiter Aufmerksamkeit als eigener Disziplin im Alpinismus, sondern auch Patrick Edlinger zu einer Weltkarriere. Mit diesem Film wurde Janssen 1984 für den César in der Kategorie Bester dokumentarischer Kurzfilm nominiert.

## Ehrungen
Nach Janssens frühem Tod 1986 wurde ihm zu Ehren auf dem internationalen Videofestival „Marsiannes“ in Saint-Marcellin, Isère, mit dem Schwerpunkt Abenteuer, Entdeckung und Sport, ein Videowettbewerb gegründet. Die Preisträger erhielten einen „Janssen“, ein einmaliges Kunstwerk des preisgekrönten Keramikers Jean Girel.

## Zeitgenössische Aussagen
„Er hatte alles für sich und alles passte zu ihm: Die Jugend, die Virilität, die Kameras, die Sonne und der Regen, die Kleidung, die Kinder und die Frauen.“

„Sein staunendes Auge schnappt sich das Objekt durch das Objektiv, transformiert es, transponiert es, macht daraus ein einzigartiges Objekt, ein lebendiges Gemälde, ein Gedicht in Farben.“

„Seit Du endgültig Deinen Koffer gepackt hast, lieber Paulo, macht nun unser Herz jedes mal einen Sprung, wenn wir einen Sonnenuntergang betrachten.“

## Filmografie
- 1968: Treize jours en France, Regie: Claude Lelouch; Kamera: Janssen
- 1969: L’Amour de la vie - Artur Rubinstein, Regie: Gérard Patris; Kamera: Janssen
- 1970: Downhill Racer, Regie: Michael Ritchie; Kamera u. a.: Janssen
- 1970: Narragansett, Kamera und Realisation: Janssen
- 1971: Pen Duick, Kamera und Realisation: Janssen
- Raid Orion. Kamera und Realisation: Janssen
- Overdon. 1980. Kamera: Janssen; dokumentierte Person: Patrick Berhault
- OverIce. 1981. Kamera: Janssen; dokumentierte Person: Patrick Berhault
- Oversand. 1981. Kamera: Janssen; dokumentierte Person: Patrick Berhault
- Opera verticale. 1982. Kamera: Janssen; dokumentierte Person: Patrick Edlinger
- La vie au bout des doigts. 1982. Kamera: Janssen; dokumentierte Person: Patrick Edlinger
  - Filmsammlung Nr. B-0117 des Museo Nazionale della Montagna, Turin. Betacam Dig., DVD
- Spécial Escalade: voyage au bout de l'exploit. Jean-Paul Janssen, réalisateur; Patrick Edlinger, participant. LCJ éditions et productions, Puteaux 1997. 1 Videocassette (52 Minuten) Farbe, SECAM, VHS